# Halicmetus ruber
Halicmetus ruber är en fiskart som beskrevs av Alcock, 1891. Halicmetus ruber ingår i släktet Halicmetus och familjen Ogcocephalidae. Inga underarter finns listade i Catalogue of Life.